# Yaiza (kommunhuvudort)
Yaiza är en kommunhuvudort i Spanien.   Den ligger i provinsen Provincia de Las Palmas och regionen Kanarieöarna, i den sydvästra delen av landet, 1 600 km sydväst om huvudstaden Madrid. Yaiza ligger 168 meter över havet och antalet invånare är 8 777. Den ligger på ön Lanzarote.
Terrängen runt Yaiza är kuperad söderut, men norrut är den platt.Runt Yaiza är det ganska glesbefolkat, med 23 invånare per kvadratkilometer. Närmaste större samhälle är Puerto del Carmen, 10,4 km öster om Yaiza. Trakten runt Yaiza är ofruktbar med lite eller ingen växtlighet.